# سخمت ۵۳۸۱

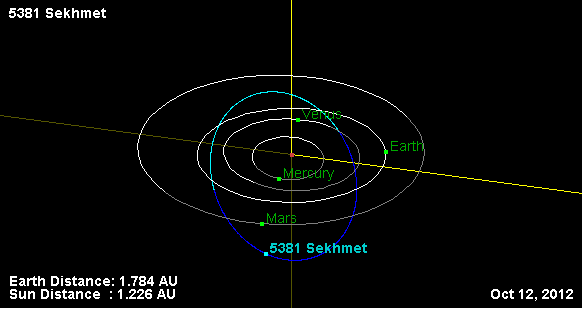
نمایی از محل قرارگیری سیارک ۵۳۸۱ در مدار – ۲۰۱۲

سیارک ۵۳۸۱ (به انگلیسی: 5381 Sekhmet، نامگذاری:1991JY) پنج هزار و سیصد و هشتاد و یکمین سیارک کشف شده‌است که در ۱۴ مه ۱۹۹۱ کشف شد.
قدر مطلق سیارک برابر ۱۶٫۵۰ است.